# Casarano
Casarano (salentí: Casaranu) és un municipi italià situat a la regió de la Pulla i la província de Lecce. El 2022 tenia una població estimada de 19.278 habitants.